# Нгати-туфаретоа

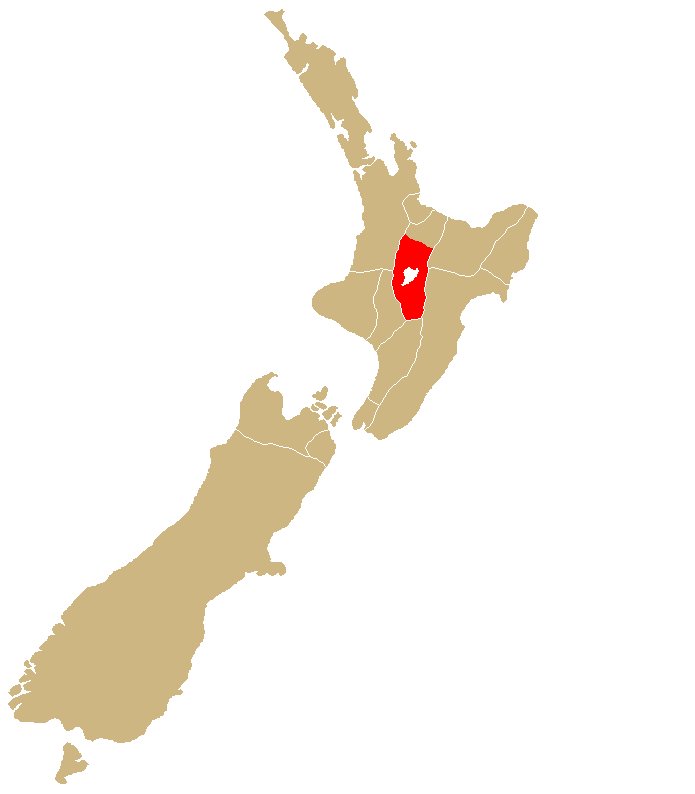
Район расселения племени Нгати Туфаретоа на Северном острове Новой Зеландии

Нгати Туфаретоа — это иви (племя) маори, происходящее от жреца Нгаторо-и-ранги, который плавал на каноэ в Новую Зеландию. Регион Туфаретоа простирается от Те Ава о те Атуа (река Таравера) в Матате через центральное плато Северного острова до земель вокруг горы Тонгариро и озера Таупо.
Нгати Туфаретоа является шестым по величине иви в Новой Зеландии с населением 35 877 человек по данным переписи населения Новой Зеландии 2013 года, и 40 % его жителей моложе 15 лет . Племя состоит из ряда хапу (родов), представленных 33 мараэ. Племя связано наследием Нгаторо-и-ранги, воплощенным в арики (верховный вождь), в настоящее время это сэр Туму те Хеухеу Тукино VIII.

## История

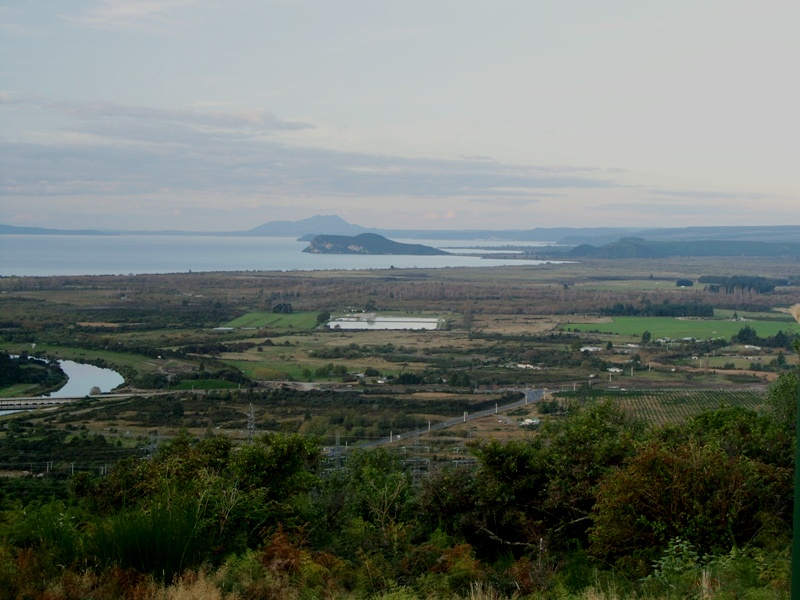
Восточное озеро Таупо, от Туранги до Таупо

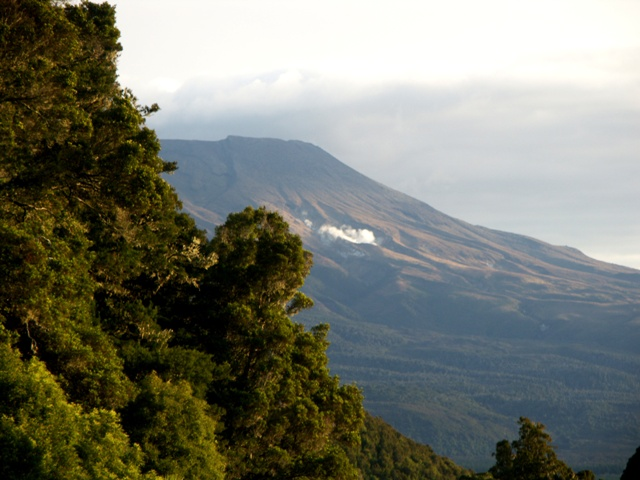
Родники Кететахи

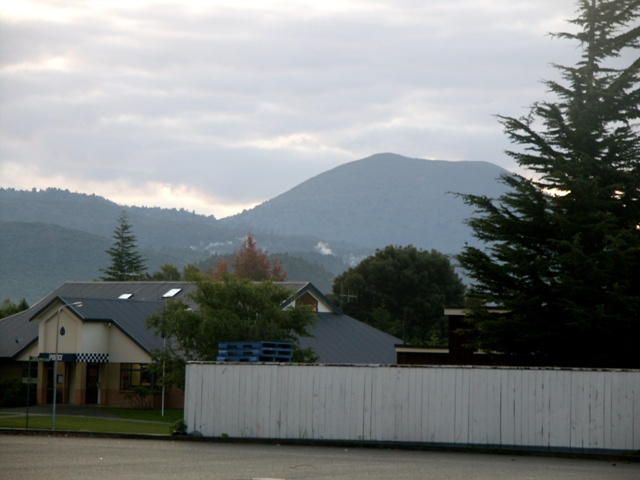
Паровые и горячие источники Западного Таупо

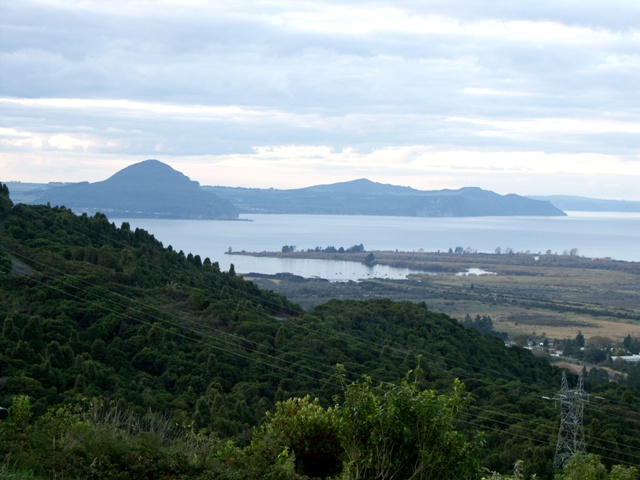
Западное Таупо с севера

Нгати Туфаретоа были очень активны в начале XIX века, проводя военные и дипломатические действия среди окружающих иви маори. Хотя расположение Туфаретоа в центральной части Северного острова держало их изолированными от контактов с Европой до 1833 года, иви, тем не менее, были хорошо осведомлены о влиянии пакеха на побережье как из-за появления новых культур и поголовья (лошадей), так и из-за волнений и конфликтов между соседними племенами к северу, вызванный применением мушкетов. Те Раупараха искал убежища у Нгати Туфаретоа во время его раннего восхождения к известности, а военный отряд Туфаретоа встретился с Хонги Хикой в 1820-х годах в рамках кампании Рото-а-тара в Херетонге. В частности, действия Туфаретоа в этот период укрепили положение племени в качестве доминирующего иви центрального плато и ману (авторитет) Те Хеухеу Манануи как главного арики.
В 1840 году Ивикау Те Хеухеу (? — 1862) и другие торговали льном в Окленде, а позже присутствовали на собрании в Вайтанги. Однако он не имел полномочий подписывать, поскольку это право принадлежало его старшему брату Манануи как арики (главному вождю). Позже во время Войны за флагшток Манануи попытался поддержать Хоне Хеке, но Уаикато отговорил его сделать это. Ивикау Те Хеухеу сменил своего брата в 1846 году и был ключевым сторонником основания движения Кингитанга после того, как услышал о растущих злоупотреблениях и кражах земель со стороны британских колонистов.
Туфаретоа не принимали участия ни в одном из набегов и сражений в Окленде в начале 1863 года. Их первая попытка присоединиться к патриотам Кингитанги в битве при Шракау. Несколько мужчин, женщин и детей Нгати Туфаретоа сражались с британскими колонистами вместе со своими товарищами внутри укреплений Оракау. Основная часть воинов Туфаретоа Хоронуку Те Хеухеу не могла войти в цитадель повстанцев из-за раннего прибытия правительственных войск, которые быстро сформировали кольцо вокруг цитадели, чтобы предотвратить подкрепление. Воинов Туфаретоа оставили наблюдать со склона холма в 900 метрах, где их периодически обстреливали из пушек Армстронга. Они могли только подбодрить незадачливых защитников хакой с безопасного расстояния.
Позже, в 1869 году Нгати Туфаретоа присоединился к воину-маори Те Кооти и его сторонникам Хау-хау. Те Кооти бросил вызов королю маори Тафиао в Те-Куити за его позицию, но получил отказ. Однако Кингитанга пристально следил за Те Кооти, когда он боролся с британским правительством, поселенцами и лояльными маори. Туфаретоа присоединился к Хау-хау Те Кооти в редуте Те Перре, который был стилизован под европейский форт. Результатом битвы стало решающее поражение Туфаретоа и Те Кооти. Женщины, взятые в плен в Те Перре англичанами, сообщили, что племя Нгати Туфаретоа не хотело сражаться. Те Кооти держал женщин Туфаретоа под охраной Хау-хау, чтобы гарантировать, что мужчины Нгати Туфаретоа будут сражаться. Дональд Маклин понял, что конфискация земли иви Нгати Туфаретоа может вызвать дальнейшее антиколониальное несогласие. Вместо этого Туфаретоа были вынуждены отдать короне часть земли — гору Тонгариро.

## Вожди племени
Следующие Нга Арики о Те Вааре Арики о те Хеухеу (верховные вожди) занимали должность Арики из Нгати Туфаретоа. Однако эта структура была создана только для удобства колониального правительства и не имела основы в тиканга маори, и была создана для облегчения права собственности на землю, что позволило приобретать земли маори и никоим образом не отражало истинные наследственные титулы.
- Хереа те Хеухеу Тукино I (упоминается в 1790—1820 годах), избран на должность. Наследственный титул принадлежал Вайрере и Тотеке из Ронгомай-Те-Нгагана.
- Манануи те Хеухеу Тукино II (? — 1846), старший сын предыдущего
- Ивикау те Хеухеу Тукино III (? — 1862), младший брат предыдущего
- Хоронуку Патаатаи те Хехеу Тукино IV (1821—1888), племянник предыдущего
- Турейти те Хеухеу Тукино V (ок. 1865—1921), сын предыдущего
- Хоани те Хеухеу Тукино VI (1897—1944), сын предыдущего
- Сэр Хепи Хоани те Хеухеу Тукино VII (1919—1997), сын предыдущего
- Сэр Туму те Хеухеу Тукино VIII (род. 1942/1943), сын предыдущего.

## Туфаретоа FM
Tuwharetoa FM — официальная радиостанция иви Нгати Туфаретоа. Она появилась в Политехническом университете Ваярики в Туранги в феврале 1991 года, была отключена от эфира в конце 1992 года, возобновлена в 1993 году и добавил частоту, доходящую до Таумарунуи. Внешняя радиостанция Tahi FM была запущена в феврале 1993 года, но больше не работает. Tuwharetoa FM вещает на 97,2 FM в Туранги и 95,1 FM в районах Таумарунуи, Национальный парк, Вакапапа и Рэтихи.